# 翟文選
翟 文選（てき ぶんせん）は中華民国の政治家。北京政府、奉天派に属した。字は熙人。

## 事跡
1901年、1902年（光緒27年、28年）に、辛丑、壬寅併科挙人となる。以後、黒竜江将軍府全省文案処提調官、安達庁撫民通判、呼倫庁撫民同知を歴任した。
中華民国成立後の1913年（民国2年）、黒竜江警察庁庁長に任命された。以後、張作霖率いる奉天派の一員となる。1917年（民国5年）、参議院議員に選出される。1920年（民国9年）9月、東三省塩運使に任ぜられた。1928年（民国17年）、東三省保安会委員となっている。
張作霖死後の同年7月、翟文選は張学良から奉天省長に任命された。同年12月の易幟を経て奉天省が遼寧省に改組され、翟がそのまま遼寧省政府主席に留任している。1929年（民国18年）1月、東北政務委員会委員と国民政府首都建設委員会委員も兼ねた。1930年（民国19年）1月に、省政府主席を辞任する。後に万国道徳総会理事となった。
満州事変勃発後、翟文選は関東軍から満州国参加を呼びかけられた。しかし、翟はこれを拒否して天津に隠居する。後に北平に移った。晩年は仏門に入り、邸内で修行していたとされる。
1950年4月23日、死去。享年73。

## 注
1. ↑  『双城県志』による。現在は黒竜江省に属するが清末は吉林将軍管轄。徐友春主編『民国人物大辞典 増訂版』は、伊通県の人としている。